# Atac de Doolittle
L'Atac de Doolittle o Atac a Tòquio va ser un bombardeig estratègic dels Estats Units sobre Tòquio, la capital del Japó, i altres parts de Honshū el 18 d'abril de 1942, en el marc de la Guerra del Pacífic (Segona Guerra Mundial). L'atac va ser el primer de la guerra sobre l'Arxipèlag japonès i va servir com a represàlia per l'Atac a Pearl Harbor del 7 de desembre del 1941.
El pla d'atac va ser idea de l'oficial de submarins Francis S. Low. Malgrat no aconseguir objectius rellevants, el bombardeig hauria ajudat a millorar la moral dels Estats Units, que tot just portaven uns mesos de guerra. L'atac va ser planejat i liderat pel Tinent coronel James H. Doolittle de les Forces Aèries dels Estats Units.
Setze bombarders B-25 van enlairar-se del USS Hornet (CV-8) amb una tripulació de cinc persones cada un. Aquests havien de bombardejar el Japó i aterrar a la Xina, ja que la maniobra d'aterratge al portaavions es considerava impossible. Tots els avions van estavellar-se a la Xina excepte un, que va aterrar a Vladivostok i va ser capturat. Tres dels 80 tripulants van morir en l'atac, i les forces japoneses desplegades a la Xina van capturar-ne vuit més, en un important esforç per evitar que aquesta àrea de la Xina fos utilitzada per atacs similars en el futur.
Els danys sobre el Japó van ser negligibles, però el bombardeig va propiciar una sèrie d'importants campanyes durant les següents setmanes, especialment la batalla de Midway.